# Lycoperdina sanchezi
Lycoperdina sanchezi is een keversoort uit de familie zwamkevers (Endomychidae). De wetenschappelijke naam van de soort werd in 1987 gepubliceerd door Oromi & Garcia.